# Mike Braun
Michael Kent "Mike" Braun (Jasper, 24 marzo 1954) è un politico statunitense, governatore dell'Indiana dal 2025 ed in precedenza senatore per lo stesso stato dal 2019 al 2025. Precedentemente, Braun ha ricoperto l'incarico di membro della Camera dei Rappresentanti dell'Indiana dal 2014 al 2017.

## Biografia

### Membro della Camera dei Rappresentanti dell'Indiana (2014-2017)
Nato a Jasper e laureatosi alla Harvard Business School con un master in business administration, Braun entra in politica con i repubblicani nel 2014 quando viene eletto alla Camera dei rappresentanti dell'Indiana. 

### Senatore degli Stati Uniti d'America per l'Indiana (2019-2025)
Nel 2018 vince da outsider le primarie repubblicane per il Senato degli Stati Uniti con il 41% dei voti, battendo due deputati in carica, Todd Rokita e Luke Messer. A novembre vince le elezioni generali battendo il senatore uscente democratico Joe Donnelly con il 52% dei voti, insediandosi come senatore il 3 gennaio 2019. Non si ricandida nel 2024 per candidarsi a Governatore dell'Indiana e gli succede il collega di partito Jim Banks, insediatosi il 3 gennaio 2025.

### Candidato Governatore dell'Indiana (2024)
Nel novembre 2022, Braun dichiara che avrebbe corso nelle primarie del GOP per la scelta del candidato Governatore dell'Indiana alle elezioni governatoriali del 2024. il 7 maggio 2024, Braun vince le primarie del Partito Repubblicano anche grazie all'endorsement di Donald Trump, e nella convention statale viene inoltre scelto e nominato come Vicegovernatore candidato Micah Beckwith.

## Vita privata
Braun è sposato con Maureen, i due hanno quattro figli. È cattolico romano e ha un fratello, Steve Braun, anche lui politico nell'Indiana.